# Andrew Stevenson
Andrew Patrick Stevenson (né le 1er juin 1994 à Lafayette, Louisiane, États-Unis) est un joueur de champ extérieur des Nationals de Washington de la Ligue majeure de baseball.

## Carrière
Joueur des Tigers de l'université d'État de Louisiane, Andrew Stevenson est choisi par les Nationals de Washington au 2e tour de sélection du repêchage de 2015.
Il fait ses débuts dans le baseball majeur le 23 juillet 2017 avec Washington.